# Chiesa di Santa Croce (Torino)
La chiesa di Santa Croce è un luogo di culto ortodosso di Torino, situato in piazza Carlo Emanuele II (meglio nota come "piazza Carlina"). 

## Storia
La chiesa fu progettata da Filippo Juvarra tra il 1718 (edificio principale) e il 1730 (altari), per le monache agostiniane (canonichesse lateranensi regolari dell'Ordine di Sant'Agostino), che si dovevano trasferire da una sede precedente. Nella prima metà del XIX secolo subì alterne vicende legate alle sorti delle monache (cacciate nel 1801 dal governo rivoluzionario francese, rientrate nel 1817, nuovamente cacciate nel 1848 in seguito all'esproprio dei beni ecclesiastici dichiarato dal governo). 
Nel 1848 venne chiusa al culto per essere trasformata in ospedale militare, poi seguì un periodo di degrado, durante il quale la chiesa divenne anche «Casa del Soldato», dove si organizzavano spettacoli per i militari. Tra il 1869 e il 1898 fu realizzata la facciata, ancora mancante. La riapertura al culto avvenne il 14 settembre 1927, nel giorno della solennità dell'esaltazione della Santa Croce, dopo i restauri diretti dall'architetto Arturo Midana e voluti dall'Istituto delle Madri Pie di Ovada, a cui erano stati assegnati i beni delle monache.
Nel 2011-2012 l'edificio è stato chiuso per restauri, al termine dei quali è stato affidato alla chiesa ortodossa rumena.

## Architettura e arte
La chiesa, di piccole dimensioni, ha una pianta in forma ellittica. L'impianto ovale della chiesa si innalza direttamente nella cupola, mentre il tamburo è sostituito da un giro di finestre che ne amplificano la luce, soluzione spettacolare per l'epoca e, forse, anche più economica. Otto colonne in marmo di Gassino sono sormontate da capitelli compositi, mentre la cupola, anticamente decorata da fascioni, si chiude in cima (a circa 25 metri) con il lanternino, anch'esso dotato di alte finestre che ne aumentano ulteriormente l'illuminazione. 
Il campanile invece, fu progettato dall'architetto torinese Giovanni Battista Borra e realizzato nella seconda metà del XVIII secolo terminato con la soluzione di una cuspide a ripiani in una data imprecisata compresa tra il 1775 e il 1781, per un'altezza complessiva di 30 metri.
All'interno, la pala che sovrasta l'altare maggiore è ornata da una Deposizione della croce di Claudio Francesco Beaumont del 1731. Altri quadri interessanti hanno gli altari laterali: in quello a sinistra un San Pietro in abiti pontificali di Guglielmo Caccia (il Moncalvo), in quello a destra una Natività di Giovanni Battista Brambilla. Affreschi di Charles-André van Loo (Ultima cena, Moltiplicazione dei pani, Il bacio di Giuda, Gesù nell'orto) abbelliscono il coro..Durante i restauri del 1927, furono scoperti, sopra le uscite, affreschi di Martino Cignaroli, databili al 1721.